# Колет Вивие
Колет Вивие (на френски: Colette Vivier) е френска писателка на произведения в жанра детска и юношеска литература.

## Биография и творчество
Колет Вивие е родена на 4 юли 1898 г. в Париж, Франция, в семейство от средната класа. Отраства сред парижката интелигенция и в къща пълна с книги.
През 1925 г. се омъжва за Жан Дювал, университетски преподавател по литература. Имат син – Андрю.
Публикува първите си текстове на песни през 1932 г.
Големият ѝ успех идва през 1939 г. с книгата „La Maison des petits bonheurs“ (Къщата на малките удоволствия). За него е удостоена с награда за детска литература.
По време на Втората световна война подпомага съпротивителното движение. През 1946 г. е издадена книгата ѝ „Къщата на кръстопътя“, която е вдъхновена от военните години и борбата срещу окупаторите.
В произведенията си засяга темите за егоизма, вещоманията, завистта, лицемерието, предателство към приятели, жестокостта между децата и приемането им за изкупителни жертви. Според критика Шарл Видра тя е един от авторите, които модернизират романите за деца.
Колет Вивие умира на 9 септември 1979 г. в Париж.

## Произведения
- La Maison sens dessus dessous (1932)
- Cinq Petites Filles (1932)
- Mémoires d'un petit cheval blanc (1935)
- Colin-maillard (1935)
- Didine et les autres (1935)
- Didine au pays des mots (1936)
- Max et Rémi (1937)
- La Belle Eau fraîche (1937)
- La Maison des petits bonheurs (1939)
- Leurs maisons (1940)
- Huit Proverbes (1940)
- Almanach du gai savoir / pour / 1941 (1940)
- Entrez dans la danse (1943)
- A B C Féérique (1944)
- Almanach du gai savoir / pour enfants / 1945 (1944)
- Almanach du gai savoir pour enfants 1946 (1945)
- Petite Princesse (1945)
- La Maison des quatre vents (1946)
Къщата на кръстопътя, изд.: „Народна култура“, София (1949), прев. Кирил Манолов
- Les Compagnons du Monomotapa (1946)
- Almanach du gai savoir / pour enfants / 1948 (1947)
- Le Pays du calcul (1947)
- La Grande Roue (1950)
- Rémi et le fantôme (1952)
Реми и призракът, изд.: ИК „Отечество“, София (1979), прев. Венелин Пройков
- L'Étoile polaire (1953)
- La Maison du loup (1954)
- Le Voyage aux îles (1954)
- La Porte ouverte (1955)
- Les Dix Voyages d’Antoine (1964)
- Le Petit Théâtre (1968)
- Lulu, qu’est-ce que tu as perdu ? (1973)
- Les Martiens et autres histoires (1975)
- Les Trois Pêches (1975)
- La Nuit des surprises, et autres histoires (1976)
- Auto-stop (1978)
- Le Grenier aux jouets (1978)
- Le Calendrier de Vincent (1980)